# فیزیولوژی گیاهان زراعی
فیزیولوژی گیاهان زراعی کتابی از ل.ت. ایوانز با ترجمهٔ محمد شبستری، مسعود مجتهدی است که در سال ۱۳۶۹ منتشر و در مراسم کتاب سال جمهوری اسلامی ایران به‌عنوان کتاب شایسته تقدیر معرفی شد.